# Sedef
Sedef (turski < arapski: ṣadäf) unutrašnji je sloj ljušture prisutne kod nekih mekušaca, poput: školjki, puževa i nekih glavonožaca (rodovi Nautilus i Spirula). Zbog sedefa su najtraženije vrste školjki iz rodova Meleagrina, Pinna, Malleus, Margaritana.

## Odlike sedefa
Sedef je kompozitni materijal napravljen od neorganskih slojeva kalcijevog karbonata razdvojenih organskim polimerima kao što je hitin. Ova struktura čini ga otpornim na oštećenja. Također čini površinu sedefa valovitom, što dovodi do interferencije (prelamanja) svjetlosti na njenim neravninama u nijansama duginih boja, dajući joj prepoznatljivi i jedinstveni sedefasti sjaj.

## Upotreba
Sedef se upotrebljava za izradu nakita, dugmad, kao i za intarzije. U prošlosti, posebno u 18. stoljeću, od njega su se izrađivali ukrasi na namještaju, kutijama i drugim predmetima. 
Sedef je skup materijal, stoga je tijekom povijesti bilo mnogo pokušaja proizvodnje umjetnog sedefa koji imitira osobine prirodnog, ali su svi pokušaji bili više-manje neuspješni. Tek nedavno su britanski znanstvenici uspjeli stvoriti sedef koji je baziran na kalcijevom karbonatu, u procesu stvaranja naizmjeničnih neorganskih i organskih slojeva sličnom onom koji se odvija u prirodi. Tako je otvoren put za stvaranje čvrstih premaza napravljenih od jeftinih materijala. Vjeruje se da će materijali bazirani na prirodnom sedefu u budućnosti biti od velike koristi u proizvodnji otpornijeg stakla, keramike i sličnih krhkih materijala.